# Катастрофа Ил-12 в Новосибирске (1948)
Катастрофа Ил-12 в Новосибирске (1948) — авиационная катастрофа, произошедшая в четверг 2 сентября 1948 года в аэропорту Новосибирска. Самолёт Ил-12 авиакомпании «Аэрофлот» рухнул на землю после взлёта. В результате аварии погиб 1 человек.

## Самолёт
Ил-12 с бортовым номером СССР-Л1465 (заводской — 8302421, серийный — 24-21) был выпущен ММЗ «Знамя Труда» в 1948 году и вскоре передан в 40-й авиаотряд 1-й Московской авиагруппы гражданского воздушного флота.

## Катастрофа
Самолёт выполнял рейс из Хабаровска в Москву. Пилотировал его экипаж, в состав которого входили командир (КВС) С. Ф. Цыбулин, проверяющий пилот Вахрушев, бортмеханик Орлеанский и другие. 2 сентября в 00:15 по местному времени (21:15 1 сентября МСК) экипаж начал осуществлять взлёт. После пробега в 750 метров Ил-12 на скорости 140—145 км/ч оторвался от полосы, после чего командир приказал убрать шасси и выключил фары.
Убрав шасси, бортмеханик без команды уменьшил также и режим двигателей, хотя не посмотрел в это время на показания скорости. Однако самолёт тут же начал терять скорость. Заметив это, проверяющий отдал штурвал «от себя». Авиалайнер ударился о землю полуубранными стойками шасси, а затем и лопастями винтов. От удара о землю лопасти начали отрываться и разлетаться в стороны. Также при ударе отломилась правая плоскость крыла вместе с частью центроплана, после чего авиалайнер развернуло на 180°. В происшествии погиб один пассажир, которого убила оторвавшаяся от винта и пробившая фюзеляж одна из лопастей правого винта, а ещё 5 были ранены.

## Причины
1. Незнание экипажем особенностей аэродрома (конец ВПП был выше на 10 метров точки начала взлёта) и раннее выключение фар
2. Отсутствие предполётного инструктажа
3. Уменьшение режима работы двигателей бортмехаником без команды.

— 